# AGF sæson 2017-18
AGF sæson 2017-18 var AGF's fjerde sæson i træk i den bedste danske fodboldrække, Superligaen, og den 137. som fodboldklub. Udover Superligaen deltog klubben i DBU Pokalen.
Med en tiendeplads i grundspillet kom AGF med i nedrykningsslutspillet, hvor det først blev til en andenplads i puljespillet, hvorpå klubben vandt playoff-kampene, der endte med en enkelt kamp om en plads i Europa League mod medaljeslutspillets nummer fire, hvilket var FC København. Denne kamp tabte AGF 1-4 og kom derfor ikke i EL.
I pokalturneringen blev det til et skuffende nederlag tredje runde til FC Fredericia på 0-1.
Overordnet set var sæsonen desuden præget af trænerskiftet, da Glen Riddersholm blev afskediget i slutningen af september, hvorpå David Nielsen overtog posten. Det gav ikke umiddelbart udslag i mange point og gav desuden en smule intern uro med kritik fra enkelte spillere, især Morten Duncan Rasmussen. Duncan valgte at forlade klubben i vintertransfervinduet og blev erstattet af lejesvenden Martin Pušić fra FCK.
Andre markante tilkomne spillere var Pierre Kanstrup, Jakob Ankersen, Adama Guira og Tobias Sana isom ertransfervinduet, men de to Lyngby-spillere Casper Højer Nielsen og Bror Blume stødte til i løbet af foråret. Alle disse spillere samt Pušić satte klare aftryk, ikke mindst i forårssæsonen, hvor David Nielsen efterhånden havde fået sine ideer bredt ud til holdet.

## Klub

### Førsteholdets trænerstab
| Jobbeskrivelse      | Navn          |
| ------------------- | ------------- |
| Cheftræner          | David Nielsen |
| Assisterende træner | Mike Tullberg |

Sidst opdateret: 10. december 2017.
Kilde: Trænere - AGF Fodbold

## Spillere

### Førstehold
Oversigten er opdateret til og med 26. februar 2018
| Nr. | Land       | Position | Spiller                                        |
| --- | ---------- | -------- | ---------------------------------------------- |
| 1   | Danmark    | MM       | Steffen Rasmussen                              |
| 2   | Kroatien   | FO       | Dino Mikanović                                 |
| 3   | Sverige    | FO       | Niklas Backman                                 |
| 4   | Danmark    | MI       | Daniel A. Pedersen                             |
| 5   | Danmark    | FO       | Alexander Juel Andersen                        |
| 6   | Island     | MI       | Björn Daníel Sverrisson                        |
| 7   | Danmark    | MI       | Jakob Ankersen                                 |
| 8   | Australien | MI       | Mustafa Amini                                  |
| 9   | Danmark    | AN       | Kasper Junker                                  |
| 10  | Danmark    | MI       | Martin Spelmann                                |
| 11  | Sverige    | MI       | Tobias Sana                                    |
| 13  | Danmark    | AN       | Morten "Duncan" Rasmussen (indtil januar 2018) |
| 14  | Danmark    | MI       | Jens Stage                                     |
| 15  | Danmark    | FO       | Mikkel Rask                                    |
| 16  | Danmark    | FO       | Casper Højer Nielsen (fra 6. februar 2018)     |

| Nr. | Land         | Position | Spiller                                 |
| --- | ------------ | -------- | --------------------------------------- |
| 17  | Burkina Faso | MI       | Adama Guira                             |
| 18  | Danmark      | FO       | Jesper Juelsgård                        |
| 19  | Sierra Leone | AN       | Mustapha Bundu                          |
| 20  | Danmark      | FO       | Frederik Møller                         |
| 21  | Danmark      | AN       | Andre Riel (fra 31. august 2017)        |
| 22  | Danmark      | MI       | Benjamin Hvidt                          |
| 23  | Danmark      | FO       | Pierre Kanstrup (anfører)               |
| 26  | Serbien      | MM       | Aleksandar Jovanović                    |
| 27  | Danmark      | MI       | Michael Zacho (udlejet til Brabrand IF) |
| 29  | Danmark      | MI       | Bror Blume (fra 1. marts 2018)          |
| 32  | Kroatien     | AN       | Martin Pusic (fra januar 2018)          |
| 33  | Danmark      | FO       | Daniel Thøgersen                        |
| 34  | Danmark      | AN       | Nimo Gribenco                           |
| 37  | Danmark      | FO       | Sebastian Hausner                       |
| 44  | Danmark      | AN       | Magnus Kaastrup                         |

### Transferer

#### Ind
| No. | Pos | Spiller              | Skiftet fra   | Type             | Dato            | Beløb        | Kilde |
| --- | --- | -------------------- | ------------- | ---------------- | --------------- | ------------ | ----- |
| 23  | FO  | Pierre Kanstrup      | SønderjyskE   | Fri transfer     | 11. juni 2017   |              | [ 2 ] |
| 7   | MI  | Jakob Ankersen       | Zulte Waregem | Transfer         | 21. juli 2016   |              | [ 3 ] |
| FO  | 20  | Frederik Møller      | AC Horsens    | Kontraktudløb    | 2. juli 2017    | Fri transfer | [ 4 ] |
| 17  | MI  | Adama Guira          | RC Lens       | Ophævet kontrakt | 8. juli 2017    | Fri transfer | [ 5 ] |
| 11  | MI  | Tobias Sana          | Malmö FF      | Transfer         | 8. juli 2017    |              | [ 6 ] |
| 16  | FO  | Casper Højer Nielsen | Lyngby BK     | Kontraktudløb    | 7. februar 2018 | Fri Transfer | [ 7 ] |
| 29  | MI  | Bror Blume           | Lyngby BK     | Kontraktudløb    | 1. marts 2018   | Fri Transfer | [ 8 ] |

Sidst opdateret: 1. marts 2018
Kilde: agf.dk

#### Ud
| No. | Pos        | Spiller          | Skiftet til | Type  | Dato               | Beløb | Kilde |
| --- | ---------- | ---------------- | ----------- | ----- | ------------------ | ----- | ----- |
|     | Cheftræner | Glen Riddersholm |             | Fyret | 30. september 2017 |       |       |

Sidst opdateret: 9. juni 2017
Kilde:

## Turneringer

### Superligaen

#### Grundspil
| Pos | Hold        | K  | V | U | T  | M+ | M- | MF  | P  | Kvalifikation eller nedrykning |
| --- | ----------- | -- | - | - | -- | -- | -- | --- | -- | ------------------------------ |
| 8   | SønderjyskE | 26 | 8 | 7 | 11 | 36 | 34 | +2  | 31 | Nedrykningsslutspil Gruppe B   |
| 9   | OB          | 26 | 8 | 7 | 11 | 32 | 31 | +1  | 31 | Nedrykningsslutspil Gruppe B   |
| 10  | AGF         | 26 | 7 | 8 | 11 | 23 | 36 | −13 | 29 | Nedrykningsslutspil Gruppe A   |
| 11  | Silkeborg   | 26 | 8 | 4 | 14 | 32 | 49 | −17 | 28 | Nedrykningsslutspil Gruppe A   |
| 12  | Lyngby      | 26 | 4 | 9 | 13 | 31 | 53 | −22 | 21 | Nedrykningsslutspil Gruppe B   |

#### Resultatoverblik
| Samlet | Samlet | Samlet | Samlet | Samlet | Samlet | Samlet | Samlet | Hjemme | Hjemme | Hjemme | Hjemme | Hjemme | Hjemme | Ude | Ude | Ude | Ude | Ude | Ude |
| K      | V      | U      | T      | MF     | MI     | MD     | P      | V      | U      | T      | MF     | MI     | MD     | V   | U   | T   | MF  | MI  | MD  |
| ------ | ------ | ------ | ------ | ------ | ------ | ------ | ------ | ------ | ------ | ------ | ------ | ------ | ------ | --- | --- | --- | --- | --- | --- |
| 19     | 5      | 4      | 10     | 20     | 34     | −14    | 19     | 3      | 2      | 5      | 10     | 16     | −6     | 2   | 2   | 5   | 10  | 18  | −8  |

Sidst opdatoret: 1. januar 2018.
Kilde:bold.dk

#### Resultater efter hver runder
| Runde    | 1 | 2 | 3 | 4 | 5 | 6 | 7 | 8 | 9 | 10 | 11 | 12 | 13 | 14 | 15 | 16 | 17 | 18 | 19 | 20 | 21 | 22 | 23 | 24 | 25 | 26 |
| -------- | - | - | - | - | - | - | - | - | - | -- | -- | -- | -- | -- | -- | -- | -- | -- | -- | -- | -- | -- | -- | -- | -- | -- |
| Stadion  | H | H | U | U | H | H |   |   |   |    |    |    |    |    |    |    |    |    | U  |    |    |    |    |    |    |    |
| Resultat | N | V | N | N | U |   |   |   |   |    |    |    |    |    |    |    |    |    |    |    |    |    |    |    |    |    |

Sidst opdateret: 12. juni 2017.
Kilde: Superligaen 2017-18

Stadion: U = Udebane; H = Hjemmebane. 
Resultat: U = Uafgjort; N = Nederlag; V - Vundet; Ud = Udsat.

#### Kampe
AGF's kampe i grundspillet i sæsonen 2017-18.
      Sejr       Uafgjort       Nederlag
| 14. juli 2017 1. Runde | AGF                                                         | 1 - 2   | AC Horsens                             | Århus                                                     |
| 18:00                  | Sverrisson 21' · Ankersen 29' · Spelmann 33' · Kaastrup 90' | Rapport | 18' Sanneh · 21' Mensah · 90' Tshiembe | Stadion: Ceres Park Tilskuere: 9.623 Dommer: Morten Krogh |

| 21. juli 2017 2. Runde | AGF                                                | 2 - 0   | Hobro IK                                      | Århus                                                     |
| 19:00                  | Rasmussen 2' · 60' Amini · 84' Juncker · Bundu 80' | Rapport | 9' Bøge 53' Mikkelsen 74' Hammershøi-Mistrati | Stadion: Ceres Park Tilskuere: 6.730 Dommer: Sandi Putros |

| 31. juli 2017 3. Runde | Silkeborg IF                                                                               | 2 - 1   | AGF                                                  | Silkeborg                                                              |
| 18:00                  | Gustaf Nilsson 8' · Rochester Sørensen 63' · Moro 72' 75' · Vendelbo 85' · Skhirtladze 90' | Rapport | 18' 26' Mikanovic · 18' 35' Rasmussen · 72' Spelmann | Stadion: JYSK Park Tilskuere: 9.411 Dommer: Jørgen Daugbjerg Burchardt |

| 7. august 2017 4. Runde | SønderjyskE                                             | 3 - 0   | AGF                  | Haderslev                                                                    |
| 19:00                   | Luijckx 9' 46' · Mikael Uhre 52' · Zinckernagel 64' 69' | Rapport | 21' Stage 45' Møller | Stadion: Sydbank Park Tilskuere: 6.015 Dommer: Mads-Kristoffer Kristoffersen |

| 13. august 2017 5. Runde | AGF                                     | 0 - 0   | OB          | Aarhus                                                       |
| 16:00                    | Ankersen 44' Spelmann 51' Johanovic 70' | Rapport | 34' Jönsson | Stadion: Ceres Park Tilskuere: 6.519 Dommer: Dennis Mogensen |

| 20. august 2017 6. Runde | AGF                                                                                     | 2 - 0   | Brøndby IF             | Århus                                                           |
| 18:00                    | Hermansson 13' (sm.) · Møller 35' · Pedersen 60' · Mikanovic 85' · Amini 89' · Rask 90' | Rapport | 25' Röcker · 42' Crone | Stadion: Ceres Park Tilskuere: 12.156 Dommer: Jens Grabski Maae |

| 26. august 2017 7. Runde | AaB | 0 - 0   | AGF | Aalborg                        |
| 17:30                    |     | Rapport |     | Stadion: Aalborg Portland Park |

| 9. september 2017 8. runde | AGF          | 1 - 4   | Randers                                             | Aarhus                                                         |
|                            | Spelmann 32' | Rapport | 4' Marxen · 33' Kauko · 66' Enghardt · 88' Djurdjic | Stadion: Ceres Park Tilskuere: 10.567 Dommer: Michael Tykgaard |

| 16. oktober 2017 12. Runde | AGF                          | 0 - 2   | Lyngby BK                                          | Aarhus                                                                     |
| 19:00                      | Mikanovic 46' · Spelmann 85' | Rapport | 53' 88' Lumb · 58' George · 74' Brandrup · 84' Ojo | Stadion: Ceres Park Tilskuere: 9.787 Dommer: Mads-Kristoffer Kristoffersen |

| 10. december 2017 19. Runde | Brøndby IF                                                 | 2 - 2   | AGF                                        | Brøndby                                                            |
| 18:00                       | Tibbling 13' · Halimi 51' · Johan Larsson 76' · Fisker 90' | Rapport | 63' Møller · 76' (str.) Sana · 90' Backman | Stadion: Brøndby Stadion Tilskuere: 16235 Dommer: Peter Kjærsgaard |

| 26. Runde | AGF |         | AaB | Århus               |
|           |     | Rapport |     | Stadion: Ceres Park |

### Træningskampe
Sejr       Uafgjort       Nederlag
| 27. juni 2017 | IF Midtdjurs | 0 - 8   | AGF                                                                     | Ryomgård                  |
| 18:00         |              | Rapport | 10', 38', 50' Gribenco · 18' Zacho · 32', 42', 74' Kaastrup · 61' Stage | Stadion: Ryomgård Stadion |

| 29. juni 2017 | AGF                                                                                | 7 - 1   | Brabrand IF    | Århus                |
| 17:00         | Rasmussen 9', 18' · Ankersen 39' · Ammitzbøll 41', 44' · Truong 83' · Kaastrup 90' | Rapport | 66' Hajdarevic | Stadion: Fredensvang |

| 2. juli 2017 | AGF          | 1 - 1   | Hobro IK      | Århus                                |
| 13:00        | Spelmann 55' | Rapport | 6' Gotfredsen | Stadion: Ceres Park Tilskuere: 1.400 |

| 8. juli 2017 | AGF                       | 2 - 0   | Silkeborg IF | Århus                                |
| 13:00        | Ankersen 50' · Junker 66' | Rapport |              | Stadion: Ceres Park Tilskuere: 1.800 |

## Statistik
Oversigten er opdateret til og med 14. juli 2017

### Topscorer
| Rnk | Pos | Nr. | Spiller         | Superligaen | DBU Pokalen | Total |
| --- | --- | --- | --------------- | ----------- | ----------- | ----- |
| 1   | MI  | 10  | Martin Spelmann | 1           | 0           | 1     |

### Assist
| Rnk | Pos | Nr. | Spiller       | Superligaen | DBU Pokalen | Total |
| --- | --- | --- | ------------- | ----------- | ----------- | ----- |
| 1   | MI  |     | Mustafa Amini | 1           | 0           | 1     |

### Kort
| Rnk | Pos | Nr. | Spiller                 | Superligaen | Superligaen | DBU Pokalen | DBU Pokalen | Total     | Total     |
| Rnk | Pos | Nr. | Spiller                 | Gult kort   | Rødt kort   | Gult kort   | Rødt kort   | Gult kort | Rødt kort |
| --- | --- | --- | ----------------------- | ----------- | ----------- | ----------- | ----------- | --------- | --------- |
| 1   | MI  |     | Bjørn Daniel Sverrisson | 1           | 0           | 0           | 0           | 1         | 0         |
| 1   | MI  | 7   | Jakob Ankersen          | 1           | 0           | 0           | 0           | 1         | 0         |
| 1   |     |     | Magnus Kaastrup         | 1           | 0           | 0           | 0           | 1         | 0         |